# Kissing You
Singles de Des'ree
You Gotta Be
(1995) Fire
(1998)
Kissing You (ou I'm Kissing You) est une chanson de l'artiste britannique Des'ree. Écrite en collaboration avec Timothy Atack, la chanson apparaît sur la bande originale du film Roméo + Juliette, réalisé par Baz Luhrmann en 1996. Elle est également parue sur le troisième album de Des'ree Supernatural. La chanson est une ballade pop écrite en La majeur, accompagnée au piano et des instruments à cordes. La chanson a été bien accueillie par la critique en raison de sa mélodie émotionnelle et sa production édulcorée. Elle est sortie en tant que single en 1997 et est entrée dans le classement ARIA en Australie et dans le UK Singles Chart au Royaume-Uni. Le clip vidéo qui accompagne le single est composé d'images du film.
Kissing You a été reprise par Beyoncé Knowles en 2007, Taylor Dayne en 2008 et Stan Walker en 2010. Beyoncé Knowles a tourné un clip vidéo pour son single qu'elle a nommé Still in Love (Kissing You). Le changement de titre et le clip allant à l'encontre des droits d'auteur, Des'ree a engagé des poursuites contre Beyoncé et ses représentants. Les albums en infractions ont alors été retirés de la vente et les deux parties ont conclu un accord pour que l'affaire soit classée avec préjudice.

## Historique et composition
Kissing You est une chanson écrite par Des'ree et Timothy Atack et produite par Nellee Hooper. Les instruments à cordes ont été arrangés par Craig Armstrong. Les ingénieurs du son sur la chanson sont Andy Todd et Jim Abbiss. La ballade pop n'est composée que d'un piano et d'instruments à cordes,,. Selon la fiche musicale publiée sur Musicnotes par T C F Music Publishing, Inc., Kissing You a une signature rythmique 12/8 avec un tempo relativement lent de 112 pulsations par minute. Écrite en La majeur, la chanson a pour progression d'accords Dm7–Am7–G/B–C–G/B–Am7–C/G. La voix de Des'ree s'étend de la note basse A3 jusqu'à la note haute D5.

## Sortie
La chanson est sortie sur la bande originale du film et sur le troisième album studio de Des'ree Supernatural en 1998.
Sony Music a sorti le single sur CD en 1997. Kissing You apparait également sur la face B du single Life au Royaume-Uni.

## Réception et performance dans les charts
Lisa Jardine du magazine New Statesman considère Kissing You comme « le point culminant » du film. Charlotte Church a écrit dans The Sunday Telegraph « C'est l'une des plus belles chanson que j'aie jamais entendu. Elle a un son original et ils la chantent tellement bien. Il n'y a pas de rythme, c'est juste une jolie chanson apaisante. » J.D. Considine, pour The Baltimore Sun, dit que « l'intensité tremblante de Kissing You de Des'ree a plus d'impact émotionnel que certains films. » Dans une critique sur l'album Supernatural pour Entertainment Weekly, Considine a par la suite remarqué « l'émotivité gutturale » avec laquelle Des'ree chante Kissing You. Jim Farber de l'Orlando Sentinel considère la chanson comme à part sur Supernatural et a déclaré qu'elle « est la seule piste qui approfondit l'ambiance, faisant ressortir les plaisirs indigo de sa voix. » Kate Lipper du Richmond Times-Dispatch a comparé Kissing You à « une excellente chanson lente que l'on peut écouter en boucle. » Cependant Ann Powers du New York Times écrit que Des'ree est trop mélodramatique sur la chanson.
Kissing You est entrée dans les charts australiens de l'ARIA en 42e position dans la semaine se terminant le 9 mars 1997. Elle est passée en 17e position le 20 avril 1997 et est sortie du classement en juin, après avoir passé treize semaines dans le chart. En décembre 2010, Kissing You est entrée dans les charts anglais en 137e place.

## Récompenses
Kissing You a été nommée pour un Satellite Award de la meilleure chanson originale en 1997 lors de la 1re cérémonie des Satellite Awards mais c'est finalement la chanson de Madonna You Must Love Me pour le film Evita qui a remporté la récompense.

## Utilisation dans les médias
Kissing You apparaît dans le film Roméo + Juliette, réalisé par Baz Luhrmann, lorsque Roméo Montaigu (Leonardo DiCaprio) et Juliette Capulet (Claire Danes) se rencontrent pour la première fois lors d'un bal au manoir des Capulet,.
L'interlude musical au milieu de Kissing You a été utilisé pour promouvoir le championnat d'Europe de football 2004.

## Clip vidéo
Le clip de Kissing You comporte des scènes de Roméo + Juliette, principalement celle du bal des Capulet lors duquel Roméo et Juliette se rencontrent. Des extraits de Des'ree en train de chanter la chanson dans un immeuble vide sont intercalées. Vers la fin du clip, certaines scènes finales du film sont montrées et le bâtiment dans lequel est Des'ree est éclairé par les fenêtres. La vidéo est incluse dans l'édition spéciale du film en DVD, sorti en 2002

## Liste des pistes
CD single
1. Kissing You – 4:56
2. You Gotta Be – 4:06
3. Warm Hands, Cold Heart – 4:35
4. Sword of Love – 4:03
5. Livin' in the City (Meme's Extended Club Mix) – 7:46

## Charts
| Chart (1990/91)    | Meilleure position |
| ------------------ | ------------------ |
| Charts australiens | 17                 |
| Charts anglais     | 137                |

## Reprises
Kissing You a été reprise par Taylor Dayne sur son cinquième album studio Satisfied en 2008.
Le gagnant d'Australian Idol en 2009 Stan Walker a enregistré sa propre version de la chanson. Celle-ci est parue en tant que douzième piste de son deuxième album studio From the Inside Out.
D'autre part, la chanson a été reprise plusieurs fois dans l'émission Nouvelle Star sur M6 : tout d'abord par Cindy Santos lors de la quatrième saison, puis lors de la sixième saison par Amandine Bourgeois.
En 2020 une cover est réalisée par Jeanne Added qu'elle publia sur son SoundCloud.

## Version de Beyoncé Knowles
La chanteuse de R'n'B Beyoncé Knowles a repris la chanson sous le titre Still in Love (Kissing You). La reprise de Beyoncé est incluse dans l'édition deluxe de son deuxième album studio, B'Day. Beyoncé a participé à la fois à la rédaction et à la production de la chanson. C'est l'un des derniers titres ajoutés à l'album,. Elle qualifie elle-même la chanson de « belle ballade » et dit « J'ai toujours aimé [Kissing You]. Elle vous donne cette émotion - Peu importe qui vous êtes, vous la ressentez. Et cela signifie beaucoup pour moi de faire ça. »

### Clip vidéo
Un clip vidéo pour la chanson a été tourné et réalisé par Cliff Watts, qui avait également pris en photo Beyoncé pour la couverture de Sports Illustrated. Le clip a servi de vidéo de fin de B'Day Anthology Video Album. Il a été tourné sur Super 8 à Miami. Beyoncé Knowles a pris en charge sa coiffure et son maquillage, bien que le seul maquillage qu'elle porte est de l'autobronzant.
Beyoncé a parlé du clip sur MTV, déclarant que « [le clip] semble être quelque chose que vous ne devriez pas voir, comme si vous aviez trouvé une vidéo amateur. Il est très cru : aucune retouche, aucun effet spécial. Voilà qui je suis. Vous pouvez voir mon âme. » Lors d'une interview avec Vibe Beyoncé se souvient du clip : « Je n'avais aucune coiffure ni maquillage. [Le clip] ne montre que moi sur la plage, au soleil et j'ai amené un maillot de bain parce que j'étais là pour moi. Il est très artistique et sale et [il n'y a] aucune retouche. C'est ce qu'il est. »

### Poursuite
La société d'édition de Des'ree, The Royalty Network, a déposé une plainte contre Sony BMG, Sony BMG Sales Enterprise, Beyoncé Knowles, B-Day Publishing et EMI April Music, déclarant que la reprise de Beyoncé de la chanson allait à l'encontre du droit d'auteur.
Le 13 février 2007, Beyoncé a demandé le droit d'utiliser les interpolations de Kissing You. The Royalty Network a accepté à certaines conditions. Deux des conditions de l'accord étant que le titre reste le même et que la chanson n'ait pas de clip. Beyoncé n'a pas repris contact avec le Royalty Network et a sorti la chanson sous le titre Still in Love (Kissing You) avec un clip malgré l'accord préalable, ce que The Royalty Network a déclaré « complètement inacceptable. » La société d'édition a exigé que Sony Music Entertainment - compagnie mère de Columbia Records - arrête de distribuer B'Day avec la chanson altérée. Cependant, l'album est sorti le 3 avril 2007. The Royalty Network a qualifié cette action de « mépris délibéré » et a annulé l'accord pour l'utilisation de la chanson. La plainte, déposée le 16 avril 2007 à la cour fédérale de Manhattan, demandait une réparation de 150 000 $ et un rappel du matériel enfreignant le copyright. Le même jour, Sony Music Entertainment a cessé de distribuer la version deluxe de l'album et B'Day Anthology Video Album, bien qu'ils aient déjà vendu plus de 214 000 copies avant le rappel. Les copies de l'album vendu ensuite ne contiennent plus la chanson ni le clip, mais la chanson If à la place sur la version deluxe de l'album.
Une audience d'injonction était prévue le 4 mai mais a été reportée au 14 mai 2007 Le 12 octobre 2007, l'affaire a été classée avec préjudice par accord des deux parties. Le père et agent de Beyoncé, Mathew Knowles a déclaré que sa fille ne connaissait rien au copyright avant l'action juridique et que peu d'artistes s'inquiètent de telles questions.

## Source
- (en) Cet article est partiellement ou en totalité issu de l’article de Wikipédia en anglais intitulé « Kissing You (Des'ree song) » (voir la liste des auteurs).